# C7H6N4O2
化学式C7H6N4O2（摩尔质量：178.151 g/mol）可以指：
- 3-氨基-5-硝基吲唑，CAS号：41339-17-7
- 替拉扎明（英语：Tirapazamine），CAS号：27314-97-2

|  | 这个同类索引页列出了具有相同分子式的化学物（即同分異構體）条目。 除非您是有意链接至本页，否则应将相应条目的内部链接指向正确的条目。 |